# Khalil Sultan
Khalil Sultan, död 1409, var en monark ur timuriderdynastin. Han var regerande sultan i Timuriderriket mellan 1405 och 1409.